# فينكاتيش كولكارني
فينكاتيش كولكارني (بالإنجليزية: Venkatesh Kulkarni)‏‏ (1945 في حيدر آباد - 3 مايو 1998 في هيوستن) روائي من الولايات المتحدة.